# Подеста

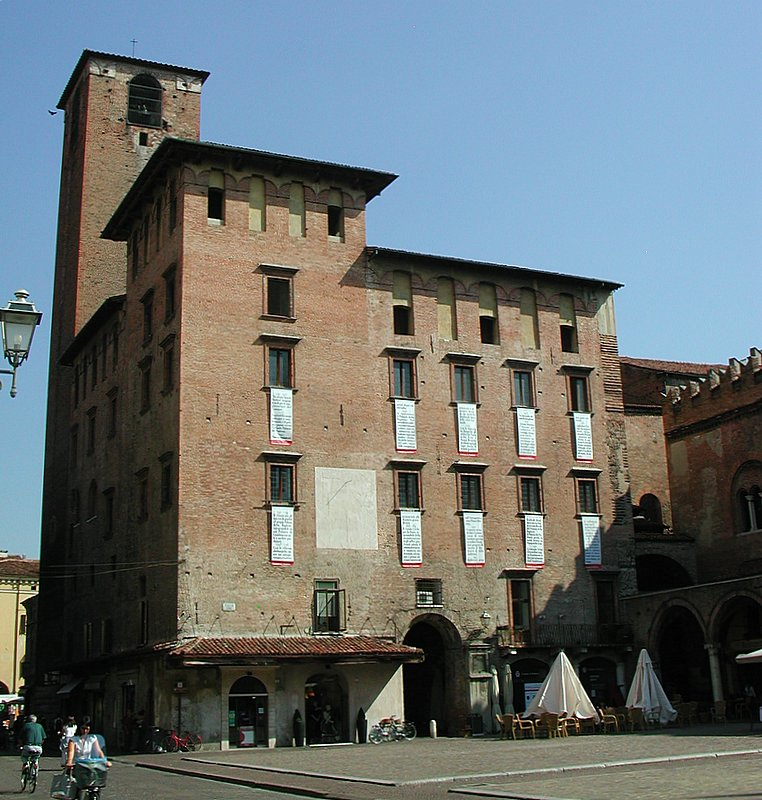
Дворец подеста в Мантуе.

Поде́ста́ (итал. podestà) — глава администрации (подестата) в средневековых (XII—XVI века) итальянских городах-государствах. Слово происходит от лат. potestas, означающее «власть».
Подеста сочетал в себе функции главы исполнительной и судебной власти. В зависимости от региона и периода истории должность могла быть как выборной, так и назначаемой. Например, в крупных итальянских городах-государствах (Венеция, Флоренция) подеста зависимых городов назначались центральной властью.

## Подеста в истории Италии

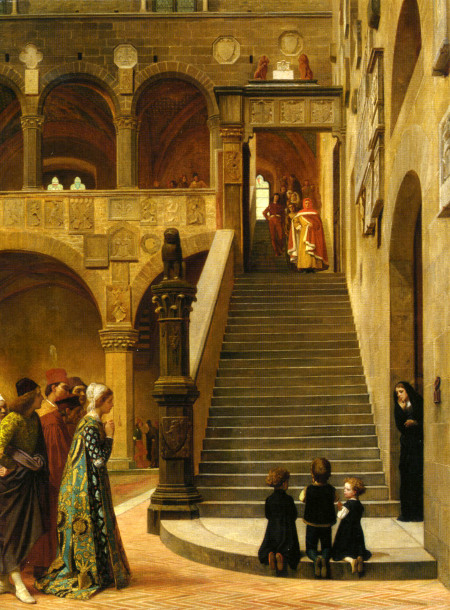
«Жалоба подеста». Худ. Уильям Фредерик Йимз (1870)

Первые подеста в истории были назначены императором Священной Римской империи Фридрихом Барбароссой около 1158 года для создания системы контроля над городами северной Италии. Подеста, являясь наместниками императора, управляли зачастую жестоко и своенравно. Их назначение в городах-государствах было воспринято с сопротивлением, что послужило одной из причин создания Ломбардской лиги и дальнейшего восстания против Фридриха Барбароссы в 1167 году.
Хотя институт подеста, введённый императором, просуществовал недолго, он оказался приемлемой формой власти в городах. Около 1200 года в большинстве коммун создаются подестаты, отличающиеся от прежних тем, что на пост подеста, на срок от года до полугода, избираются представители граждан. Подеста представлял высшую власть в городе в гражданских, дипломатических, полицейских и судебных делах, руководствуясь правом, источником которого был городской совет. Командование войском (милицией) осуществлялось народным капитаном (Capitano del Popolo), однако во многих случаях функцию руководства войсками осуществлял и подеста. Со временем служба «подеста» выделилась в настоящую профессию; служившие подеста занимали эту должность, переезжая из города в город и получая плату, куда входило отправление судебных функций, содержание нотариуса и некоторого количества слуг, которые одновременно были и телохранителями. По мере подчинения небольших городов более сильным, что привело к назначению на должность подеста представителей Флоренции и Венеции, авторитет и власть подеста всё более утрачивали свою силу, превращая этот институт в формальность. В XVIII веке подестат во многих городах был отменён (например, последний подеста в Сан-Джиминьяно служил в 1771—1772 годах).
В городах фашистской Италии с 1926 года снова была введена должность подеста, которую занимали по назначению правительства. В 1946 году должность была упразднена.

## Комментарии
1. ↑  Несклоняемое существительное.